# Surfactant

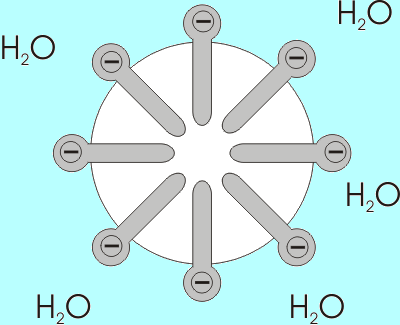
O picătură de surfactant în apă

Surfactanții, numiți și tenside (latină tensus -„tensionat“), sunt substanțe tensioactive, care micșorează tensiunea superficială a lichidelor, favorizând dispersia altor substanțe care în mod normal nu se dizolvă în lichidul respectiv. Aceste substanțe sunt folosite la obținerea dizolvanților. Un exemplu de folosire a surfactanților este la amestecul uleiului cu apa, care sunt de fapt insolubile, iar în prezența tensidelor se formează o emulsie de apă cu ulei. Tensidele se mai folosesc în raport de 1 - 40 %, la obținerea detergenților, săpunurilor, în industria alimentară tensidele utilizate sunt denumite emulgatori.